# San Buena Ventura
Pour les articles homonymes, voir Ventura.
Le San Buena Ventura était un navire de 120 tonneaux construit au Japon sous la direction du navigateur et aventurier anglais William Adams pour le compte du shogun Ieyasu Tokugawa.

## Histoire
Le navire est construit en 1607 et suit la construction d'un plus petit de 80 tonneaux, lui aussi construit par William Adams, qui est utilisé pour la cartographie des eaux proches du Japon. Ieyasu commande le second, plus grand, pour naviguer vers les pays étrangers.
Le 30 septembre 1609, le galion espagnol San Francisco s'échoue avec un équipage de 373 hommes sur la côte de Chiba, près de l'actuelle Onjuku. Les 317 survivants sont chaleureusement reçus par les japonais. L'un des passagers était le gouverneur des Philippines, Rodrigo de Vivero y Aberrucia, qui rencontre le shogun Hidetada Tokugawa puis le père de celui-ci, Ieyasu Tokugawa, le frère franciscain Luis Sotelo, qui réside alors depuis quelques années au Japon, servant d'interprète.
Durant ces rencontres, Ieyasu exprime son désir de développer le commerce avec la Nouvelle-Espagne et l'Espagne. Rodrigo de Vivero répond qu'il peut organiser le commerce sur une échelle dépassant celle des Hollandais, les principaux rivaux des Espagnols en Asie à cette époque. Il offre également d'envoyer au Japon 50 experts en minage d'argent du Mexique. En échange, il réclame la protection des prêtres espagnols au Japon, le soutien des navires naufragés sur les côtes japonaises, et l'expulsion des marchands hollandais du Japon, cette dernière requête étant rejetée par Ieyasu.
Dans le but de permettre aux Espagnols de revenir au Mexique, Ieyasu leur prête le navire de William Adams, que les Espagnols nomment San Buena Ventura. Le shogun leur prête aussi l'équivalent de 4 000 ducats pour le voyage.
Rodrigo de Vivero revient au Mexique à bord du navire en 1610. 22 Japonais se trouvent également à bord, conduits par Shōsuke Tanaka, qui devient ainsi le premier japonais à poser le pied sur le continent américain. Luis de Velasco, le vice-roi de Nouvelle-Espagne reçoit les 22 Japonais et exprime sa grande satisfaction concernant le traitement reçu par les marins espagnols au Japon. Il confisque cependant le San Buena Ventura, craignant que les Japonais deviennent experts en navigation trans-océanique.
Le vice-roi de Nouvelle-Espagne décide d'envoyer une ambassade au Japon en la personne du célèbre explorateur Sebastián Vizcaíno. Vizcaíno a aussi mission de rendre les 4 000 ducats et de rechercher les « Îles d'or et d'argent ». supposées se trouver à l'est du Japon. Il part pour le Japon le 22 mars 1611, et après un autre naufrage, revient en 1613 à bord du galion japonais San Juan Bautista avec la première ambassade officielle japonaise à destination des Amériques et de l'Europe, conduite par Tsunenaga Hasekura.